# Цешиці (Нижньосілезьке воєводство)
Цешиці (пол. Cieszyce) — село в Польщі, у гміні Кобежиці Вроцлавського повіту Нижньосілезького воєводства.
Населення — 234 особи (2011).
У 1975-1998 роках село належало до Вроцлавського воєводства.

## Демографія
Демографічна структура станом на 31 березня 2011 року:
|          | Загалом | Допрацездатний вік | Працездатний вік | Постпрацездатний вік |
| -------- | ------- | ------------------ | ---------------- | -------------------- |
| Чоловіки | 109     | 27                 | 71               | 11                   |
| Жінки    | 125     | 26                 | 78               | 21                   |
| Разом    | 234     | 53                 | 149              | 32                   |